# 보오르추

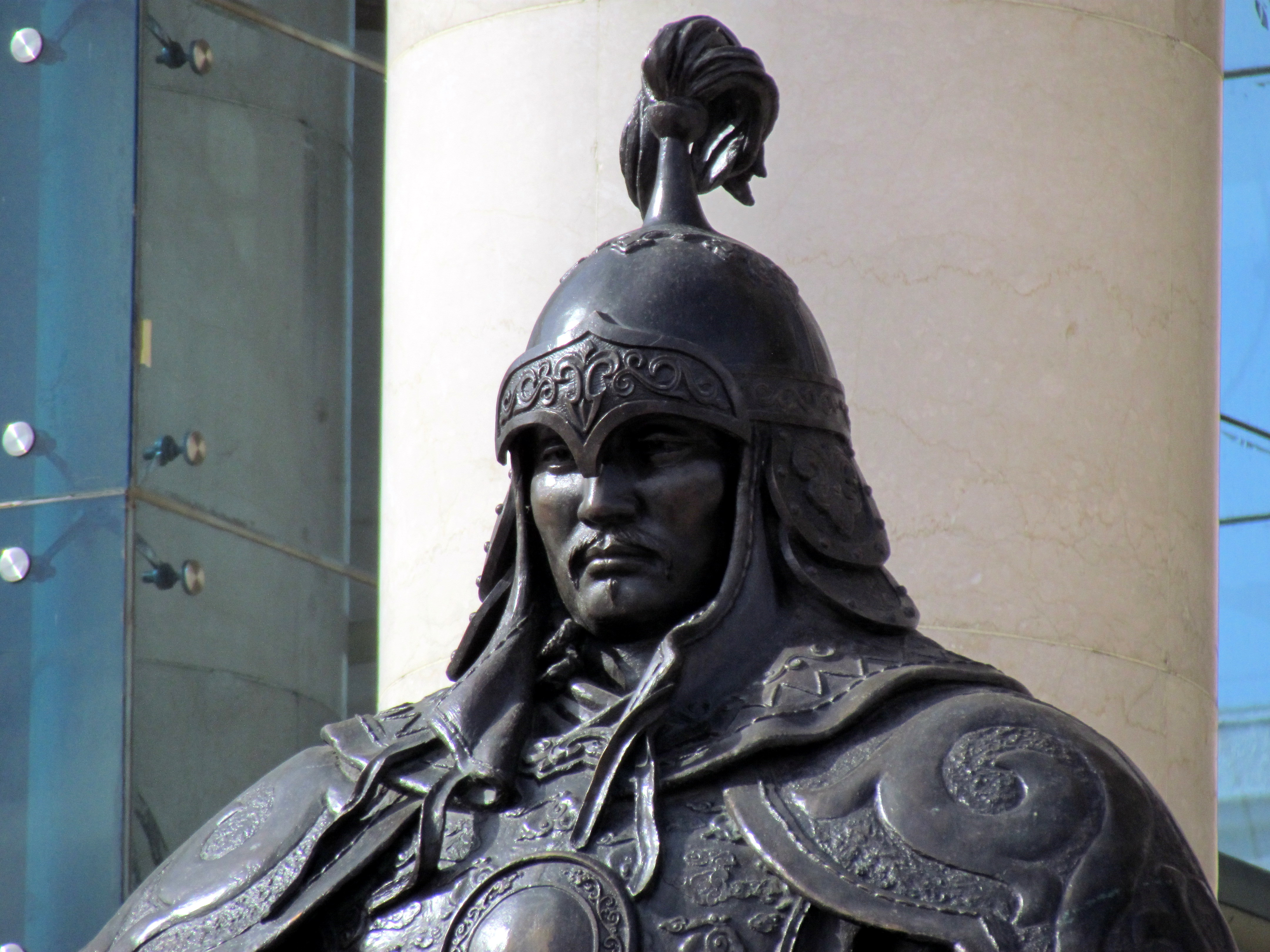

보오르추(몽골어: ᠪᠣᠭᠣᠷᠴᠤ boγorǰi, 1159년 ~ 1226년)는 아를라트(Arlat) 씨족 사람이다. 몽골의 사준사구 중 한 명이자 몽골 제국의 개국공신으로 칭기즈칸의 친우이다.

## 보오르추의 생애
보오르추는 아틀라트 씨족 사람으로 1176년에 테무친이 말도둑을 잡을 때, 보오르추는 그를 도와 말도둑을 잡은 후부터 테무친과 친우가 되었다. 칭기즈칸의 몽골 통일에 큰 활약을 하여 만호장에 임명되었다. 중앙 아시아 원정을 담당하여 호라즘 왕국을 정복하였다. 보통의 몽골 사람과는 다른 안목을 가지고 있었기에, 아직 부족국가로서의 속성을 버리지 못한 몽골을 문화민족으로 성장시키는 데 큰 역할을 해냈다. 무칼리, 치라운, 보로클과 함께 사준에 임명되었다.

## 같이 보기
- 사준사구
- 무칼리
- 치라운
- 보로클
- 젤메
- 수부타이
- 쿠빌라이
- 제베